# Église de la Sainte-Trinité de Tomsk
L'église de la Sainte-Trinité (Свято-Троицкий храм) est une église orthodoxe de la ville de Tomsk en Russie. Elle dépend de l'éparchie (diocèse chez les orthodoxes) de Tomsk de l'Église orthodoxe russe. Elle est dédiée à la Sainte Trinité.

## Histoire

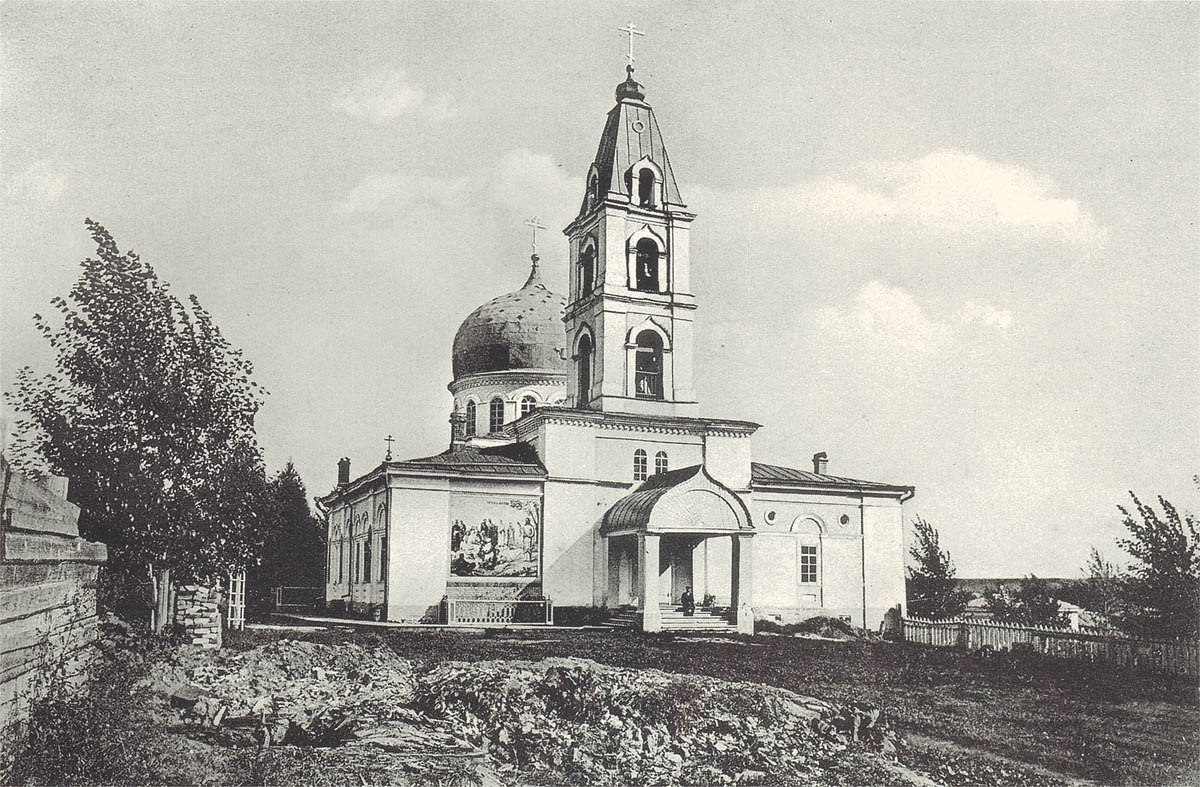
L'église au début du XXe siècle.

Cette église est érigée en 1841-1844 selon les plans de l'architecte Karl Tourski. Elle est consacrée en 1844 par l'évêque Athanase de Tomsk.
Elle est bâtie sur les fonds de la communauté des correligionnaires de Tomsk (qui utilisent l'ancien rite d'avant les réformes), le principal contributeur étant le bourgeois vieux-ritualiste P.I. Pozdeïev.
L'abside nord est construite en 1858, consacrée au saint martyr Charalampe de Magnésie et en 1876-1887 celle du sud consacrée au saint martyr Dimitri de Thessalonique.Deux écoles paroissiales sont ouvertes sous la direction de l'église, l'une pour filles et l'autre pour garçons, construites en 1910 par Viktor Khabarov et un jardin est aménagé autour de l'église au début du XXe siècle par le marchand N. Tikhonov.
Le 23 mai 1925, la communauté de l'église de la Sainte-Trinité et le comité exécutif de la ville de Tomsk signent un accord sur l'acceptation de l'église pour une utilisation illimitée et gratuite des objets liturgiques qui ne sont donc pas confisqués contrairement à d'autres églises. En 1930, le nombre de paroissiens inscrits est fort réduit (66  fidèles) à cause des différentes campagnes d'athéisme menées par les autorités; mais c'est la seule de Tomsk encore en communion avec le clergé orthodoxe et avec le patriarche Tikhon car les autres églises encore ouvertes sont passées sous la pression des autorités communistes au rénovationisme. Cependant l'église reçoit la permission de faire des processions à partir de la cathédrale Saints-Pierre-et-Paul. En 1936, l'évêque Séraphin (Chamchine) déplace la chaire de l'église de la Résurrection qui vient d'être fermée dans l'une des absides de la Sainte-Trinité. C'est ainsi que l'église de la Sainte-Trinité devient brièvement l'église-cathédrale de Tomsk. Mais l'évêque Séraphin est arrêté en août 1937 à l'époque des grandes purges staliniennes et fusillé le 17 septembre suivant. Les communistes saccagent l'église, brûlent les icônes, les livres liturgiques et les archives. L'église cesse donc de servir pour le culte dès le 17 septembre 1937 par décision du conseil municipal de Tomsk. Mais les ordres du Comité régional de Novossibirsk de fermer la paroisse ne sont reçus formellement que le 8 février 1940.
Toutes les églises de Tomsk sont fermées en 1940. Des 41 édifices du culte de la ville aucun ne fonctionne... Un dépôt de grains, puis un atelier de mécanique automobile sont installés dans l'église. L'intérieur est dévasté et le restant du mobilier brûlé ou disparu.
Après la Grande Guerre patriotique en 1945, la cathédrale Saints-Pierre-et-Paul de Tomsk est rouverte au culte; mais elle n'est pas suffisante pour les besoins de la ville et le 29 décembre 1945, le soviet des affaires religieuses auprès  du conseil des commissaires du peuple permet de rouvrir aussi l'église de la Sainte-Trinité. Les habitants des environs réussissent à la restaurer quelque peu et l'iconostase, datant du XVIIIe siècle, de l'église du village de Zorkaltsevo lui est transférée. L'église est à nouveau consacrée le 15 février 1946. Elle n'est plus destinée aux vieux-ritualistes. Jusqu'au début des années 1990, date à laquelle l'État commence à normaliser ses relations avec les différentes confessions, l'église de la Sainte-Trinité, la cathédrale Saints-Pierre-et-Paul et l'église des vieux-croyants sont les seuls lieux de culte de la ville à être ouverts aux fidèles.

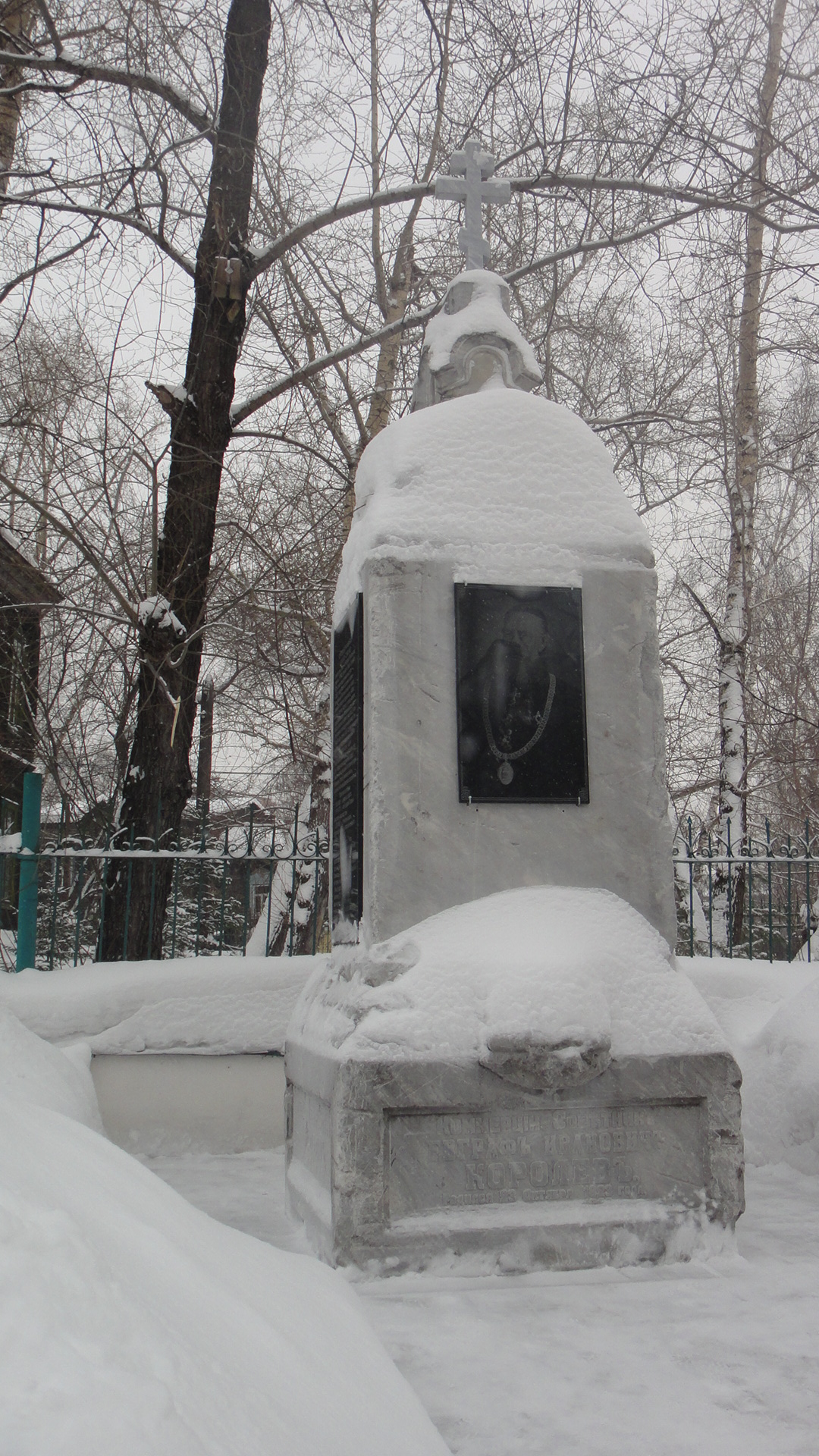
Sépulture
du marchand E.I. Korolev.

Aujourd'hui l'église dispose d'une bibliothèque et d'une école de catéchisme le dimanche.
Près de l'église, la sépulture du riche marchand et bienfaiteur de Tomsk E.I. Korolev a été conservée.